# L'Scooby-Doo! Pirates a la vista!
L'Scooby-Doo! Pirates a la vista! (títol original en anglès, Scooby-Doo! Pirates Ahoy!) és una pel·lícula animada de misteri còmic de 2006. Representa la desena entrega d'una sèrie de pel·lícules d'animació distribuïdes directament a vídeo basades en els dibuixos animats d'Scooby-Doo. Es va estrenar el 19 de setembre de 2006, i va ser produïda per Warner Bros. Animation, tot i que presentava un logotip i els drets d'autor de Hanna-Barbera Cartoons al final. Compta amb la colla de Misteris SA que viatja al Triangle de les Bermudes en un creuer estrany, amb fantasmes, pirates i monstres. S'ha doblat al català.